# Roma Ligocka

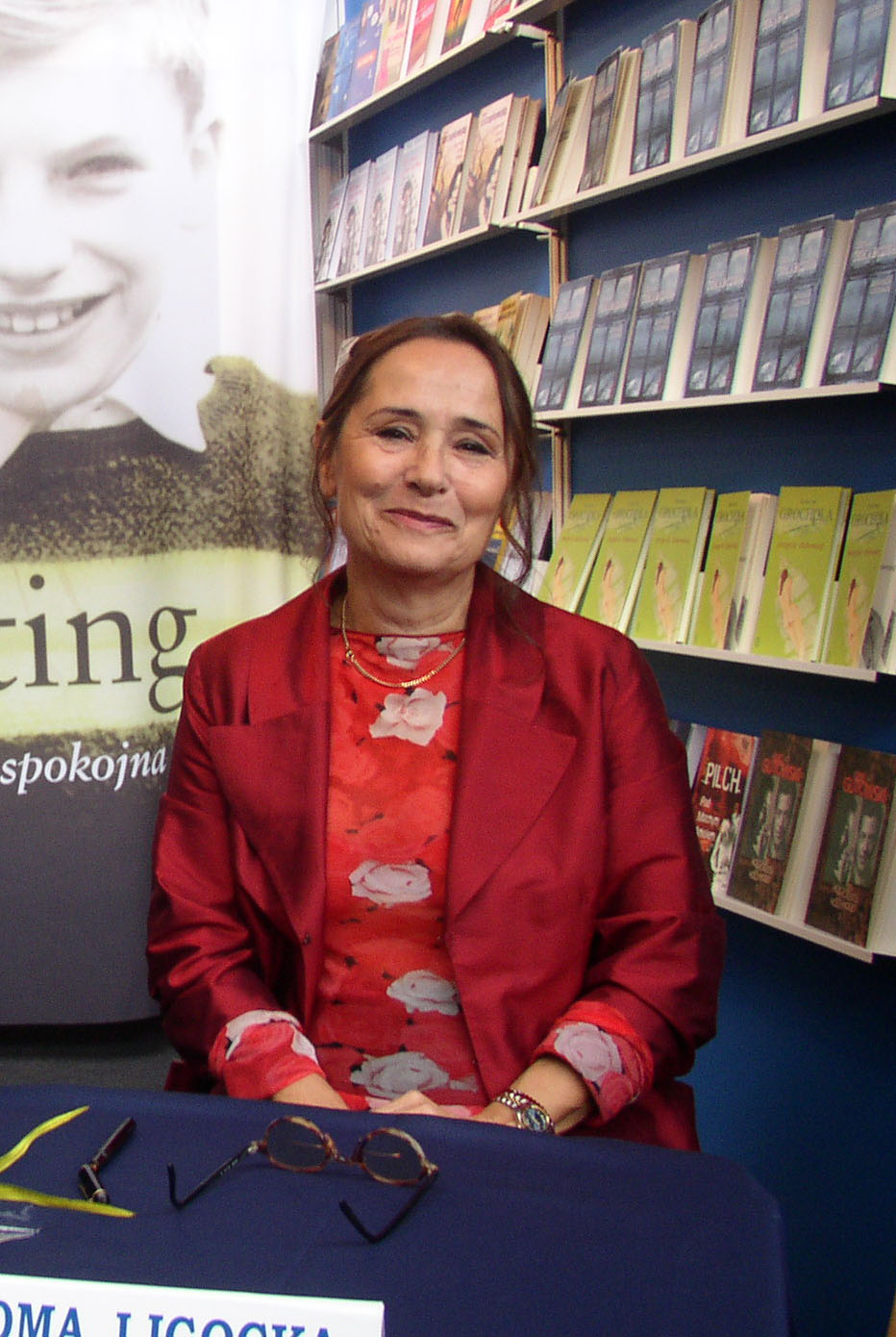
Roma Ligocka auf der Krakauer Buchmesse (2004)

Roma Ligocka (geboren am 13. November 1938 in Krakau als Roma Liebling) ist eine polnische Kostümbildnerin, Autorin und Malerin. Sie hat den Holocaust überlebt.

## Leben
Roma Ligocka ist die Tochter von David Liebling (* 28. August 1908 in Krakau) und dessen Frau Teofila Abrahamer (* 11. Februar 1911 in Krakau). Die aus einer jüdischen Familie stammende Ligocka gehört zu den Überlebenden des Holocaust. Ab 1940 in das Ghetto Krakau gebracht, überlebte sie nach der Flucht ab 1943 mit Hilfe ihrer Mutter und einer polnischen Familie in einem Zimmer in deren Wohnung unter dem Namen Roma Ligocka.
Ihr Vater wurde zunächst in das KZ Plaszow (Płaszów) und dann in das KZ Auschwitz (Oświęcim) deportiert. Im Januar 1945 gelang ihm die Flucht und er kehrte zurück nach Krakau. Im Mai 1945 erfolgte seine Verhaftung, dabei wurde ihm Brutalität als Kapo im KZ Plaszow vorgeworfen. Obwohl es sich um einen politischen Prozess im stalinistischen Polen handelte, wurde aufgrund seiner Tätigkeit in einer Widerstandsgruppe seine Unschuld nachgewiesen, er erlebte diesen Freispruch nicht mehr und starb 1946 an einem Hirnschlag.
Nach dem Krieg studierte Ligocka an der Kunstakademie Krakau Malerei und Bühnenbild. 1965 floh sie mit ihrem zweiten Ehemann Jan Biczycki aus Polen nach Deutschland und arbeitete dort als Kostümbildnerin. In dieser Zeit wurde sie tablettensüchtig.
Nach der Trennung von ihrem zweiten Mann – sie ließen sich nie scheiden – begann sie, inspiriert durch den Film Schindlers Liste, in dem sie sich als das Kind mit dem roten Mantel wiedererkennt, mit der literarischen Aufarbeitung ihrer Kindheit. Ihre Romane tragen autobiographische Züge.
Ligocka lebt heute als Malerin in München und Krakau. Sie ist eine Cousine des Regisseurs Roman Polański. Wie viele Holocaustüberlebende hatte sie Posttraumatische Belastungssymptome und litt zeitweise an Depressionen.
2021 wurde Roma Ligocka für ihr Lebenswerk und ihre Verdienste bei der Aussöhnung nach dem Holocaust das Bundesverdienstkreuz am Bande verliehen.

## Werke
- Ein Lächeln, eine Rose. Erzählungen. Droemer, München 2001, ISBN 3-426-19578-X.
- Das Mädchen im roten Mantel (mit Iris von Finckenstein). Droemer, München 2000, ISBN 3-426-27209-1; Knaur, München 2002, ISBN 3-426-62064-2
- Die Handschrift meines Vaters. Diana, München 2005, ISBN 3-453-35102-9